# Károly Király
Károly Király (Târnăveni, 26 settembre 1930 – 4 novembre 2021) è stato un politico romeno di etnia ungherese.
Militante del Partito Comunista Romeno (PCR), crebbe nella sua sezione giovanile, l'Unione dei Giovani Comunisti (UTC). A partire dal 1968 fu leader del PCR nel distretto di Covasna con le funzioni di primo segretario e presidente del comitato esecutivo del partito nella regione. Nel 1969 fu nominato membro del Comitato Centrale e membro supplente del Comitato Esecutivo del PCR a livello nazionale.
Nel 1972 abbandonò i propri incarichi di partito in criticando la sua dirigenza, accusata di realizzare politiche ostili alle minoranze etniche del paese. Polemico nei confronti del dittatore Nicolae Ceaușescu e del primo ministro Ilie Verdeț, nel 1978 fu obbligato al trasferimento a Caransebeș, dove fu direttore di una fabbrica di conserve.
Dopo la rivoluzione romena del 1989 fu nominato vicepresidente dell'organo legislativo provvisorio, il Consiglio del Fronte di Salvezza Nazionale (CFSN), battendosi per la difesa dei diritti della minoranza ungherese. Entrò a far parte, quindi, dell'Unione Democratica Magiara di Romania (UDMR), con la quale ottenne un mandato di senatore (1990-1991).

## Formazione
Nato da una famiglia di origine ungherese, tra gli anni trenta e quaranta frequentò la scuola elementare, vivendo gli effetti della seconda guerra mondiale in Transilvania e apprendendo la professione di falegname dal padre. Al termine del conflitto si legò alle associazioni facenti capo al Partito Comunista Romeno (PCR), che prese il potere nel 1946 e che nel 1947 instaurò una repubblica socialista, costringendo il re all'esilio.
Come falegname, nel 1945, all'età di 15 anni Király entrò a far parte della sezione giovanile del PCR, l'Unione dei Giovani Comunisti (UTC), nella quale ricevette diversi incarichi politici a livello organizzativo. Oltre a continuare il lavoro nei cantieri edili, la militanza nell'UTC gli permise di frequentare dei corsi serali e proseguire gli studi nelle scuole e nelle accademie affini all'ideologia del partito. Nel 1955, infatti, si trasferì a Mosca, in Unione Sovietica, dove seguì dei corsi presso la Scuola Centrale del Komsmomol.
Nel 1964 ebbe l'opportunità di frequentare la Scuola Superiore del PCR Ștefan Gheorghiu di Bucarest mentre nel 1970, infine, dopo aver raggiunto posizioni importanti nel partito, riuscì a conseguire la laurea in economia presso l'Accademia degli studi economici di Bucarest.

## Carriera politica

### Attivista e dirigente del Partito Comunista Romeno
Membro dell'Unione dei Giovani Comunisti (UTC) dal 1945, entrò ufficialmente nel Partito Comunista Romeno (PCR) nel settembre 1954. Da giovanissimo fu segretario dell'organizzazione di quartiere dell'UTC Simon Geza di Târgu Mureș (1948-1949) e poi primo segretario delle sezioni di Buhuși (1954-1955) e Piatra Neamț (1955). Tra il 1955 e il 1956 ne fu segretario provinciale per il distretto di Bacău.
Dopo un breve periodo in Russia per approfondire la propria formazione, al rientro in Romania fu introdotto nel comitato dell'UTC della regione autonoma del Mureș (1957-1965) con la funzione di primo segretario. Nel 1960 riuscì a diventare membro del Comitato Centrale dell'UTC nazionale e collaborò, quindi, con le alte sfere del PCR, scalandone i vertici a livello locale e poi statale. Dal 1966 fu istruttore territoriale per il Comitato Centrale del PCR, mentre nel 1968 diventò leader del partito nella regione, ottenendo i ruoli di primo segretario del comitato distrettuale e di presidente del comitato esecutivo del distretto di Covasna. Il 15 novembre 1968 fu indicato come membro del consiglio nazionale dei lavoratori ungheresi (ungherese: Magyar Nemzetiségű Dolgozók Tanácsa), mentre nel marzo 1969 entrò a far parte del Consiglio di stato.
Nel 1969 fu eletto per il ruolo di deputato nel parlamento monocamerale della repubblica, la Grande assemblea nazionale, fino a raggiungere l'apice della propria carriera politica nel PCR, con la nomina a membro del Comitato Centrale (12 agosto 1969 - 28 novembre 1974) e a membro supplente del Comitato Esecutivo (12 agosto 1969 - 21 luglio 1972).

### Dissidenza e presa di posizione a favore delle minoranze etniche
Nel 1972 rassegnò le proprie dimissioni dal Comitato Esecutivo, ufficialmente per motivi personali. Dietro la decisione, in realtà, si nascondeva la critica alle scelte della dirigenza del PCR riguardanti le politiche attuate verso le minoranze etniche del paese. Inviato a rivestire, quindi, il ruolo di primo segretario del distretto di Caraș-Severin, negli anni successivi fu autore di diverse lettere di denuncia indirizzate agli alti funzionari del partito, accusati di calpestare i diritti umani e delle minoranze. Nel 1977 scrisse a Ilie Verdeț (membro del Comitato Esecutivo incaricato dei problemi delle minoranze, nonché futuro primo ministro), János Fazekas e János Vincze (membri del Comitato Centrale), lamentando la mancanza di qualsiasi sensibilità verso la tematica della tutela delle minoranze etniche e di rafforzare, anzi, l'omogeneizzazione culturale a favore della comunità romena, anche dove questa era in minoranza, con l'imposizione della lingua romena e di funzionari statali di origine romena nei territori popolati da folti gruppi di ungheresi. Convocato da Verdeț per ritrattare il contenuto delle lettere, Király si rivolse invece a Radio Free Europe, che trasmise in radiodiffusione i dettagli della corrispondenza tra questi e Verdeț, in modo da attirare l'attenzione dell'opinione pubblica internazionale e far conoscere il problema anche in occidente.
Nel febbraio 1978, perciò, fu fermato dalle autorità mentre si trovava a Târgu Mureș e obbligato al trasferimento a Caransebeș, dove fu incaricato della direzione di una fabbrica di conserve. Nel giugno dello stesso anno, come riportato nelle sue memorie, denunciò un tentativo di omicidio nei suoi confronti da parte di uno sconosciuto che avrebbe sparato sulla sua autovettura mentre si trovava con la famiglia. L'anno successivo scrisse una lettera ad Amnesty International, in cui accusava la Securitate, la polizia politica del dittatore Nicolae Ceaușescu, di averlo minacciato e di aver attentato alla sua salute tramite l'irradiazione la somministrazione di sostanze cancerogene.

### Dopo la rivoluzione del 1989

#### Vicepresidente del consiglio di governo provvisorio

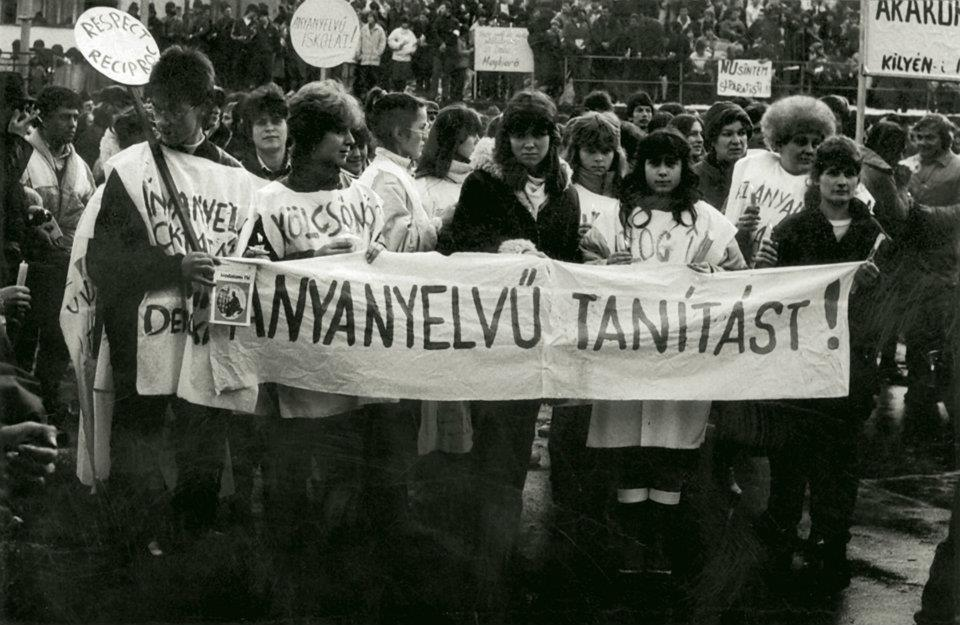
Una dimostrazione a favore dell'introduzione dell'istruzione in lingua ungherese che ebbe luogo a Târgu Mureș nel 1990

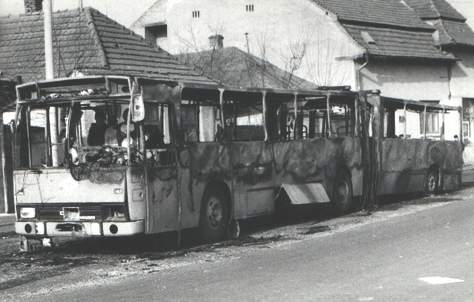
Un autobus distrutto nel corso del conflitto interetnico di Târgu Mureș

In seguito alla rivoluzione del 1989 che destituì Ceaușescu, il 22 dicembre 1989 fu istituito un nuovo organo legislativo provvisorio mirato a coprire il vuoto di potere, il Consiglio del Fronte di Salvezza Nazionale (CFSN), del quale fu membro e nel quale l'ex quadro del PCR Ion Iliescu fu proclamato presidente. Tra i membri del CFSN, che puntava a varare le prime riforme in senso democratico, figuravano soprattutto politici dissidenti del vecchio regime, intellettuali e militari. Il riconoscimento del CFSN come nuovo organo di potere concesse ai suoi vertici di ottenere la possibilità di nomina del primo ministro e del consiglio dei ministri, nonché il controllo dell'esercito e dei mezzi di comunicazione di massa in mano allo stato (carta stampata, radio e televisione). All'interno del CFSN a partire dal 27 dicembre Király rivestì il ruolo di vicepresidente insieme a Cazimir Ionescu e fu incaricato della gestione della commissione settoriale sulle minoranze etniche.
A livello politico già nei primi giorni del gennaio 1990 emerse nel CFSN la volontà di creare un partito sull'idea dell'ex funzionario comunista Silviu Brucan. Nel febbraio 1990, perciò, Iliescu fondò il partito del Fronte di Salvezza Nazionale (FSN), cui aderì la stragrande maggioranza dei membri del CFSN. Contestualmente questo venne ridenominato Consiglio Provvisorio di Unione Nazionale (CPUN) e vi fu consentita la partecipazione anche dei rappresentanti degli altri partiti che nel frattempo erano stati creati. Király entrò a far parte del gruppo politico presieduto da Géza Domokos, l'Unione Democratica Magiara di Romania (UDMR), nata per tutelare i diritti dei cittadini di etnia ungherese in Romania.
La piattaforma del CPUN, tuttavia, ricalcava l'organizzazione del CFSN, pur aprendo agli altri partiti per la maggioranza fu composta da membri del FSN fedeli ad Iliescu e la sua dirigenza fu confermata con pochissime variazioni. Király mantenne la vicepresidenza anche nel nuovo organo al fianco di altri quattro membri. In tale veste, malgrado le obiezioni delle alte sfere del CPUN, sottolineò la necessità della tutela delle diverse etnie tramite la creazione di un ministero delle minoranze e la promozione della libera istruzione nelle lingue materne oltre al romeno. Király fu, inoltre, uno degli iniziatori della Lega delle organizzazioni delle minoranze etniche in Romania, che cercava di riunire in un fronte unico i movimenti democratici che rappresentavano le comunità ungherese, ebraica, ucraina, serba, bulgara, e rom.
Nel marzo 1990 ebbe un ruolo cruciale nella gestione della crisi del conflitto interetnico di Târgu Mureș, quando gli scontri tra i gruppi ultranazionalisti romeno e ungherese nella cittadina transilvana causarono 5 morti e centinaia di feriti. Király fece pressione sullo stato maggiore e sul governo del primo ministro Petre Roman affinché facessero intervenire l'esercito per evitare un ulteriore aggravamento della situazione.

#### Elezione a senatore dell'Unione Democratica Magiara di Romania
In occasione delle elezioni parlamentari del maggio 1990, le prime dell'era democratica, vinte dal FSN di Iliescu, Király ottenne un seggio da senatore per il distretto di Covasna. Nel corso del mandato dal giugno 1990 al dicembre 1991 fu vicepresidente del senato.
Dopo il conflitto di Târgu Mureș, nel luglio 1990, interessato ad una soluzione pacifica delle ancora vive tensioni, fu tra i firmatari di una dichiarazione presentata dall'UDMR che faceva appello alla creazione di un'atmosfera di dialogo incentrata sull'analisi delle reali differenze culturali, che aborriva il ricorso alla violenza e il rischio di rivolte sociali. In seno al partito, infatti, fu alieno all'estremizzazione del discorso nazionalistico di alcune frange dell'UDMR. Nel corso del congresso celebrato nel maggio 1991, perciò, si unì all'ala di Géza Domokos, che richiedeva maggiori diritti per gli ungheresi e non una forma di indipendenza politica, come proposto da alcune correnti interne che erano in crescita.
Malgrado lo scarso interesse delle elite del FSN sulla questione, nel settembre 1991 la caduta del governo Roman II rappresentò una nuova possibilità di avvicinamento all'UDMR, poiché il nuovo primo ministro Theodor Stolojan cercava la formazione di una più ampia maggioranza che includesse anche altri partiti oltre al FSN. L'invito a partecipare all'esecutivo, tuttavia, fu rifiutato dall'Unione, in virtù del diniego alla creazione di un ministero delle nazionalità, punto considerato imprescindibile dall'UDMR.
Il dibattito sulla nuova costituzione romena in lavorazione in un parlamento dominato dai rappresentanti del FSN, inoltre, infiammò la base del partito, poiché molte proposte dell'UDMR riguardanti il riconoscimento di speciali diritti per i cittadini di etnia ungherese rimasero inascoltate. I parlamentari dell'UDMR si espressero contro la costituzione in fase di votazione assembleare ed invitarono il proprio elettorato ad opporsi alla sua adozione in occasione dello speciale referendum popolare dell'8 dicembre 1991. Király, deluso dagli sviluppi del processo costituzionale, che riteneva incapace di dare una completa risposta alle esigenze della minoranza ungherese, il 12 dicembre 1991 rassegnò le proprie dimissioni da senatore.
Negli anni successivi continuò a militare nell'UDMR e si occupò della redazione delle sue memorie.

## Premi e riconoscimenti
Nel corso della sua carriera ricevette diversi riconoscimenti. Fu insignito dell'Ordine del Lavoro (Classe III nel 1955 e Classe II nel 1962), dell'Ordine della stella della Repubblica Popolare Romena (Classe V nel 1964, Classe IV nel 1965), della medaglia per il venticinquesimo anniversario della liberazione della patria (1969), del titolo di eroe della Repubblica Socialista Romena (1971), dell'Ordine vittoria del socialismo (1971) e dell'Ordine della stella della Repubblica Socialista Romena (Classe II nel 1971).